# Irina Ionesco
Irina Ionesco (Parigi, 3 settembre 1930 – Parigi, 25 luglio 2022) è stata una fotografa francese.
Deve la sua notorietà soprattutto alle fotografie erotiche e di nudo che ritraggono la figlia Eva sia quando era bambina che minorenne, procurandole controversie anche giudiziarie con la figlia stessa. 

## Biografia
Ionesco nacque da genitori rumeni, immigrati a Parigi. Suo padre era un violinista e sua madre una trapezista. Secondo quanto ha affermato la figlia, la madre Irina sarebbe frutto di un incesto e questo fu il motivo per cui fu abbandonata nei suoi primi quattro anni. Prosegue il racconto di Eva: "Riaccolta in famiglia per volere della bisnonna, ma mia nonna, che non guardava mai sua figlia Irina, è andata a vivere in Cina. Sposò un ricco cinese che aveva case da gioco in concessione a Shanghai".
Infatti all'età di quattro anni venne spedita in Romania presso la famiglia della nonna e degli zii, una famiglia circense. Anche se sognava di fare la ballerina, con la sua agilità divenne una contorsionista, in giro per l'Europa, Africa e Medio Oriente con due boa giganti, dall'età di quindici fino ai ventidue anni. Al giornale racconta: ""Ero schiava dei boa, alla fine ne ho avuto abbastanza".
La fotografia fu una scoperta che si palesò nella sua vita attorno al 1964, grazie al regalo di una Nikon F del compagno con cui stava, l'artista belga Corneille. Autodidatta, le prime foto le scattò alle sue amiche usando candele, pellicole da 400 e 800 ASA. Agghindava le sue "modelle" con gli abiti da cabaret di cui abbondavano i suoi armadi. L'anno successivo nacque la figlia Eva.
Ionesco divenne famosa sostanzialmente per le foto che ritraggono la figlia piccola. La madre iniziò a farle delle foto nuda dall'età di quattro anni nel 1969, ma non le rese pubbliche fino al 1974. Le foto di Eva nuda per la copertina di Der Spiegel, poi cancellate dagli archivi della rivista, fecero scandalo. Inoltre, concesse la liberatoria affinché le foto di Eva venissero pubblicate sull'edizione spagnola di Penthouse. Ionesco permise anche ad altri fotografi di usarla come modella quando aveva dieci anni come ad esempio per Jacques Bourboulon.
All'età di 12 anni, dietro l'intervento dei servizi sociali, alla Ionesco fu privata la custodia della figlia, in seguito anche alle numerose denunce. Come quest'ultima rivelerà in una intervista: "Mi truccava quando ero bambina. Dormivo molto poco, non andavo a scuola. Mi scattava fotografie erotiche e mi faceva recitare in film erotici, di cui ero il soggetto. Non si trattava solo delle foto: tutto il suo approccio era violento. A volte mi mandava da altri fotografi. Diceva: "Vai a vedere questo o quel fotografo. Non è un granché, ma ci vai lo stesso". Stava diventando molto pericoloso. Ne scrivo nel mio libro, quando parlo del fotografo Jacques Bourboulon, per esempio, un assistente di David Hamilton".
Madre e figlia non si sono più riappacificate. La figlia ha scritto un libro e ha girato un film, interpretato da Isabelle Huppert in cui racconta la sua storia terribile ed i rapporti con la madre. Racconta anche del padre, forse un ex nazista ungherese, forse solo una spia in fuga a causa della guerra fredda, ma che sembra sia stato tenuto all'oscuro di tutta la vicenda.
Ionesco ha pubblicato numerosi libri delle sue fotografie ed ha esposto al MIART - Fiera di arte moderna e contemporeanea di Milano nel 2003.

## Controversie
Nel 2012 Eva vinse una causa contro la madre, a seguito della quale a quest'ultima venne intimato di pagare alla figlia 10 000 euro di danni e di consegnarle i negativi delle foto che le aveva scattato quando era minorenne. Tre anni dopo, Irina Ionesco fece causa al genero, lo scrittore Simon Liberati, per come aveva descritto la suocera in alcuni passaggi di un suo libro, in cui si alludeva all'incesto. La causa si concluse con un nulla di fatto.

## Pubblicazioni
- L'oeil de la poupée (L'occhio della bambola), autobiografia, Editions des Femmes, 2004 - ISBN 978-2721004857